# 八王子東 (小惑星)
八王子東 (34399 Hachiojihigashi) は、小惑星帯にある小惑星。

## 概要
2000年9月7日にBATTeRS（美星スペースガードセンター）によって発見された。
2008年に西賢太郎、櫻井祐也、玉井速汰のチームが第16回衛星設計コンテストにおいて入賞したことを受け、3人の在学校である東京都立八王子東高等学校に因んで名称がつけられた。